# Koihime Musou
Koihime Musō: Doki Otome Darake no Sangokushi Engi (яп. 恋姫†無双 ～ドキッ☆乙女だらけの三国志演義～ Несравненная принцесса любви) — японский визуальный роман для взрослых, созданный по мотивам классического китайского романа «Троецарствие». Игра была выпущена 26 января 2007 года для PC на двух DVD-дисках. 11 апреля 2008 года игра была перевыпущена на специальном CD-диске. Геймплей в игре следует линейной сюжетной линии, которая предлагает заранее спланированные сценарии и взаимодействия персонажей, и делает акцент на привлекательность женских героинь. Поздняя версия игры для PlayStation 2 под названием Koihime Musō (яп. 恋姫†夢想) была разработана компанией Yeti и выпущена компанией Regista 30 октября 2008 года. 26 декабря 2008 года была выпущена новая версия игры Shin Koihime Musō: Otome Ryōran Sangokushi Engi (яп. 真・恋姫†無双 〜乙女繚乱☆三国志演義〜), где появляются новые персонажи. Третья версия игры: Shin Koihime Musō: Moe Shōden (яп. 真・恋姫†無双～萌将伝～) была выпущена 23 июля 2010 года. Европейская компания MangaGamer приобрела лицензионные права на первую игру и начала выпускать её 28 февраля 2011 года.
По мотивам игры была выпущена манга авторства Яёй Хидзуки, которая выпускалась в журнале Dengeki G’s Festival! Comic с 26 апреля 2008 года. Также на основе игры студией Dogakobo был выпущен аниме-сериал, который начал трансляцию с 8 июля 2008 года. Позже этой же студией были выпущены второй и третий сезоны аниме.

## Сюжет
Действие происходит в эпоху альтернативного троецарствия, в древнем Китае, где вместо суровых воинов страну защищают прекрасные и в том же время суровые девушки. Главным героиням девушкам-воинам Кану и её приспешницам (которых по мере развития сюжета их становится всё больше) ждут новые, захватывающие и забавные приключения.

## Список персонажей
Кану (яп. 関羽 雲長, Гуань Юй)
Сэйю: Нами Курокава
Имеет чёрные волосы о владеет легендарным серпом зелёного дракона. Её семья была убита бандитами, и поэтому Кану поставила себе цель не допустить, чтобы невинные люди страдали. Очень заботится о своих друзьях и дала обет Тохи быть сестрой, сочувствуя её одиночеству и страданиям. Люди, который видели Кану, описывают её, как самую красивую женщину, также многие ошибочно полагают, что она и Ринрин являются матерью и дочкой, несмотря на тот факт, что Кану очень молодая. Несмотря на это многие выкидывают шутки в адрес того, что она выглядит старше своего возраста.
Тохи Ёкутоку (яп. 張飛 翼徳, Чжан Фэй)
Сэйю: Хирока Нисидзава
Весёлая девушка, которая любит много болтать. Хотя с виду она кажется наивной и легкомысленной, она очень сильна в ближнем бою и может конкурировать с Кану. Одна из главных героинь, которая присоединяется к Кану. Тохи очень предана своему долгу и даже готова сражаться, жертвуя своим здоровьем. Во втором сезоне была против того, чтобы Руби стала младшей сестрой Кану, так как сама претендовала на это. В третьем сезоне она приняла Рюби, как младшею сестру, называя её Тока-нээ-тян. Носит украшения на голове в виде смайликов, которые меняются в зависимости от настроения Тохи.
Рю:би Гэнтоку (яп. 劉備 玄徳, Лю Бэй)
Сэйю: Май Гото
Родом из знатной семьи. Ей в наследство досталась реликвия, которую украл некий человек, а также имя Рюби. В первом сезоне, впоследствии все полагают, что самозванец является Рюби. Девушка в отчаяние, отправилась в поиски реликвии и вора, что привело её к Кану и её команде, которые сильно удивились, узнав, кто она такая. После атаки бандитов, она соглашается присоединиться по просьбе Тёун к команде ради защиты. Была одноклассницей Косонсана в начальной школе, однако Рюби больше не помнит её настоящего имени — Пайрэн, чем вызвала обиду у неё.
В конечном счёте возвращает себе меч. Однако во время атаки армии бандитов, теряет свой меч, и не расстраиваясь, дав Кану обет, быть её младшей сестрой, однако Тохи была против этого, так как та после обета стала бы старшей сестрой Кану. В третьем сезоне Кану и Тёхи согласились быть сёстрами. Также к своему удивлению получает новый меч, который, как утверждают местные жители, был оставлен богом.
Тёун Сирю: (яп. 趙雲 子龍, Чжао Юнь)
Сэйю: Эми Мотои
Таинственная девушка, которая всегда остаётся спокойной но и очень сильна. Любит дразнить Кану и остальных, порой даже создавая неудобные ситуации. Позиционирует себя, как героя под маской бабочки, и следовательно носит маску на лице. Она также спасает Рюби от бандитов с помощью тайной техники. Когда улыбается, выглядит очень устрашающей. Хотя она говорит, как мужчина, она простая девушка, которая легко смущается.
Батё Мо:ки (яп. 馬超 孟起, Ма Чао)
Сэйю: Маки Кобаяси
Подружка Тёун и дочь Бато, которого якобы убила Сосо. Владеет простой нагинатой, но очень хорошо орудует ей.
Сёкадзурё: Кё:мэй (яп. 諸葛亮 孔明, Чжугэ Лян)
Сэйю: Судзунэ Кусуноки
Добрая и застенчивая девушка того же возраста, что и Ринрин, но также умная и продумывает стратегии во время боя. Однако её качества на заметны на фоне невинного и наивного характера, примерно как Тохи. Мечтает стать великим учёным, как её хозяин Сибаки. Разбирается в фитотерапии.
Котю: Кансё: (яп. 黄忠 漢升, Хуан Чжун)
Сэйю: Кю Ида
Хорошо владеет луком и имеет острое зрение. Благородная женщина и очень любит Рири. Её дочь похищают бандиты, шантажируя Котю, чтобы та расправилась с чиновником. В результате дочку спасают Кану и её команда.
Гиэн Бунтё: (яп. 魏延 文長, Вэй Янь)
Сэйю: Хикару Кага
Войн и раньше была учеником Гэнгана и самой приближенной из остальных учеников, однако после нападения бандитов, Гиэн убила практически их всех, после чего Гэнган наказал никогда не убивать без его разрешения. Однако Гиэн не сдержала обещание и потеряв предрассудок во время боя, убила всех последнего врагов до последнего, из-за чего отказалась от оружия Гэнгана. Позже начинает питать романтические чувства с Рюби.
Сосо Мотоку (яп. 曹操 孟徳, Цао Цао)
Сэйю: Юкиэ Маэда
Королева царства Ги и генерал империи Кан. Любит красивых девушек и дразнить своих подчинённых. Несмотря на это она очень честная, блестящий правитель и военный гений. Всегда пытается получать, что хочет и поклялась, что рано или поздно получит Кану в своей кровати.
Какотон Гэндзё (яп. 夏侯惇 元譲, Сяхоу Дунь)
Сэйю: Харуми Асай
Двоюродная сестра Сосо и один из её командиров. Старший близнец сестры Како, она сильная гордая, горячая девушка, которая любит и уважает Сосо.
Какоэн Муосай (яп. 夏侯淵 妙才, Сяхоу Юань)
Сэйю: Айри Ёсида
Младшая сестра-близнец Какотон. Как и сестра является одним из командиров и верна Сосо. Однако в отличие от сестры более спокойный и простодушный человек.

## Разработка
Koihime Musō является пятой игрой, разработанной компанией BaseSon, известной за свою работу над игрой One2: Eien no Yakusoku, продолжением игры One: Kagayaku Kisetsu e. За разработку и создание игры отвечала компания K. Baggio, которая также создала сценарий, используемый в игре. Над сценарием работали писатели: Идзуми Кумасиро, Такуя Ояма и Сиина Арай. За дизайн и создание персонажей отвечали: Канан Яциха, Кантака, Хината Катагири, Эйдзи Хикагэ и Хокуто Саэки. Над музыкой работали: Такумару, Рё Мидзуцуки и Итинору Уэхара.

## Выпуск
Игра-визуальный роман была выпущена впервые 26 января 2007 года как игра для взрослых для операционной системы Microsoft Windows на двух DVD-дисках. 11 апреля 2008 года игра была перевыпущена, стал также доступен фан-диск Sheishei Musō (яп. 謝謝†無双), выпущенный на CD-диске.
Новая версия игры без взрослого контента для PlayStation 2 под новым названием Koihime Musō (яп. 恋姫†夢想) была разработана компанией Yeti и выпущена компанией Regista 30 октября 2008 года. 26 декабря 2008 года была выпущена новая версия игры Shin Koihime Musō: Otome Ryōran Sangokushi Engi (яп. 真・恋姫†無双 〜乙女繚乱☆三国志演義〜), где появляются новые персонажи. Третья версия игры: Shin Koihime Musō: Moe Shōden (яп. 真・恋姫†無双～萌将伝～) была выпущена 23 июля 2010 года. Европейская компания MangaGamer приобрела лицензионные права на первую игру и начала выпускать её 28 февраля 2011 года. В частности в Германии был запущен веб-браузер основанный на стратегии игры Web Koihime Musō (яп. Web恋姫†夢想) 7 декабря 2010 года. и работал на 11 разных серверах. В игре есть возможность управлять 5-ми генералами, в то время, как Син Коихимэ присоединяется к одной из враждующих группировок, которая пытается покорить игроков из других двух противоположных фракций. Имеется возможность играть бесплатно с учётной записью, но оплачивая, игрок получает доступ к дополнительным возможностям, который другими способами получить либо очень сложно, либо просто невозможно.

## Манга
Манга под названием Koihime Musō (яп. 恋姫†夢想), основанная на оригинальной игре была написана и иллюстрирована Яёй Хидзуки, которая выпускалась издательством ASCII Media Works в журнале Dengeki G’s Festival! Comic с 26 апреля 2008 года.

## Аниме
Аниме-сериал, выпущенный студией Dogakobo, начал транслироваться в Японии 8 июля 2008 года по телеканалам Tokyo MX TV и Chiba TV, через несколько месяцев по другим. Аниме сериал с более кротким названием Koihime Musō имеет несколько иной сюжет, нежели в игре. Главный герой игры Хонго Кадзуто не представлен в аниме. Грандиозной битвы между тремя королевствами нет. В аниме-сериале главная героиня Кану путешествует по разным уголкам королевства, встречая других персонажей из игры, многие из которых были несколько изменены. 1 апреля 2009 года вышла OVA серия, где главные персонажи из аниме посещают современную старшую школу. Второй аниме-сериал — Shin Koihime Musō (яп. 真・恋姫†無双) созданный по мотивам второй игры начал транслироваться 5 октября 2009 года. Сюжетная линия начинается после последней серии первого сезона. Третий сезон Shin Koihime Musō: Otome Tairan (яп. 真・恋姫†無双 ～乙女大乱～) начал транслироваться в апреле 2010 года. Первый сезон был лицензирован компанией Sentai Filmworks для показа на территории США и выпущен на DVD 4 января 2011 года. Однако в этом выпуске отсутствовали усовершенствования, внесённые в анимацию, созданные специально для DVD изданий в Японии. Второй и третий сезоны были также лицензированы Sentai Filmworks. Второй сезоны вышел 1 марта 2011 года, а третий 24 марта 2011 года.

## Музыка
Визуальный роман имеет 4 тематических музыкальных сопровождения. Основную тему — «Sōten no Mukō e» (яп. 蒼天の向こうへ На пути голубого неба) исполняет ☆396☆. Открытие «Hφwling Sφul» исполняет Рэкка Катакири. Начальную тему «Kuon: Utakata» (яп. 久遠 〜詩歌侘〜) и концовку «Shizai Senri: Koihime Yobite Hyakka no Ō to Nasu» (яп. 志在千里 〜恋姫喚作百花王〜) исполняет Chata. Музыку к игре создал Такамуру, а тексты написал K. Bajjo.
Открытие к АНИМЕ Shin Koihime Musou — «Flower of Bravery» исполняет fripSide. Концовку "Yappari Sekai wa Atashi☆Legend!!" (яп. やっぱり世界はあたし☆れじぇんど!!) исполняет fripSide NAO project!. Над созданием музыки работали Сатоси Ягимуна и Синъитиро Ямасита.
Открытие к аниме-сериалу, созданного по мотивам игры Shin Koihime Musou имеет начало и концовку. Начало "Tōen no Chikai" (яп. 闘艶結義〜トウエンノチカイ〜) исполняет Рэйка Катакири. А концовку "Otome Ryouran☆Battle PARTY" (яп. 乙女繚乱☆ばとるPARTY) исполняет Май Гото, Нами Курокава и Мия Сэридзоно — сэйю, озвучивавшие главных героинь.